# South Lyon
South Lyon est une ville du comté d'Oakland, dans l'État du Michigan, aux États-Unis. En 2020, sa population était de 11 746 habitants.